# كرة مصمتة

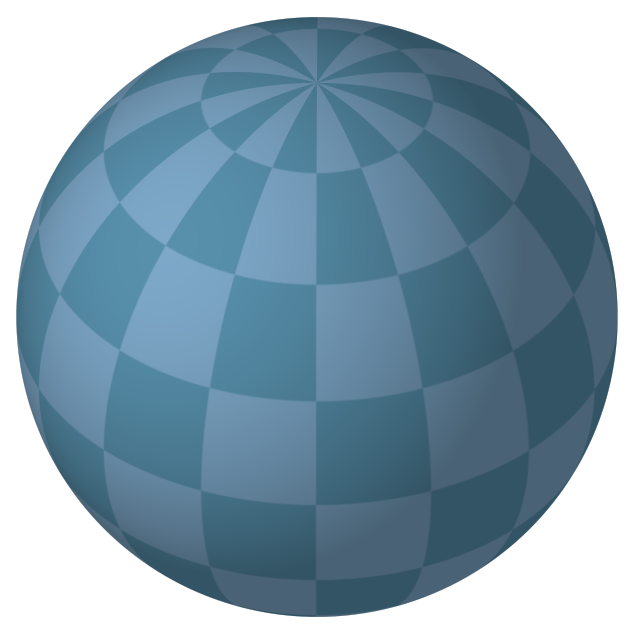
في الفضاء الإقليدي، الكرة المصمتة هي الحجم الذي يحده الكرة.

في الرياضيات ، الكرة المُصْمَتَة (بالإنجليزية: Ball أو Solid sphere)‏ هي المجسم الذي تحده الكرة. قد تكون كرة مصمتة مغلقة (متضمنة النقاط المحيطية ‏ التي تشكل الكرة) أو كرة مصمتة مفتوحة (لا تتضمن تلك النقاط).
تُعرّف هذه المفاهيم ليس فقط في الفضاء الإقليدي ثلاثي الأبعاد ولكن أيضًا للأبعاد الدنيا والعليا، وللفضاءات المترية بشكل عام. تسمى الكرة المصمتة ذات الأبعاد n بالكرة المصمتة الفائقة أو الكرة المصمتة النونية أو الكرة من المرتبة n وتحدها الكرة الفائقة أو الكرة من المرتبة ( n−1 ). وهكذا، على سبيل المثال، الكرة في المستوى الإقليدي هي نفس الشيء مثل القرص، المنطقة التي تحدها دائرة. في الفضاء الإقليدي الثلاثي الأبعاد ، تعتبر الكرة المصمتة الحجم المحدد بكرة ثنائية الأبعاد. في الفضاء أحادي البعد، الكرة المصمتة هي قطعة مستقيمة.
في سياقات أخرى، كما هو الحال في الهندسة الإقليدية والاستخدام غير الرسمي، يُستخدم مصطلح الكرة (بالإنجليزية: Sphere)‏ أحيانًا ليعني الكرة المصمتة. في مجال الطوبولوجيا المغلقة {\displaystyle n} غالبًا ما يُشار إلى الكرة ذات الأبعاد على أنها {\displaystyle B^{n}} أو {\displaystyle D^{n}} بينما مفتوحة {\displaystyle n} الكرة الأبعاد هي {\displaystyle \operatorname {Int} B^{n}} أو {\displaystyle \operatorname {Int} D^{n}} .